# André Lardeux
André Lardeux, né le 22 août 1946 à Noëllet (Maine-Et-Loire), est un homme politique français.

## Biographie
Président du conseil général de Maine-et-Loire de 1995 à 2004, il a baissé les taux d'imposition à deux reprises (1997, 2001); dans le même temps, la dette départementale, après un maximum en 1997 à 149,7 millions d'euros, est tombée à 53,9 millions d'euros en 2004 avec une capacité de désendettement inférieure à une année.
Il est élu sénateur de Maine-et-Loire le 23 septembre 2001. Profession : Ancien élève de l'Institution libre de Combrée (cours 1964), il fut Professeur agrégé d'histoire.
Il est le seul sénateur UMP à avoir voté contre la réforme de la constitution française  lors du congrès du Parlement français du 21 juillet 2008.
Au Sénat, il est membre de la Caisse nationale de solidarité pour l'autonomie, membre du Comité national de lutte contre la fraude, membre du Comité national des retraités et des personnes âgées, membre du Comité national d'évaluation des dispositifs expérimentaux d'aide aux personnes âgées dépendantes, membre du Conseil d'orientation des retraites et membre du Haut Conseil de la famille.
En parallèle, il est membre de la Commission consultative appelée à émettre un avis sur la modification de la valeur du point de pension et membre du Conseil de surveillance du fonds de financement de l'allocation personnalisée d'autonomie.

## Mandats
- conseiller municipal d'Angers
- 1979 - 2004 : conseiller général du canton d'Angers-Sud
- 1995 - 2004 : président du Conseil général de Maine-et-Loire
- du 30/09/2001 au 30/09/2011 : Sénateur de Maine-et-Loire :
  - Membre de la commission des affaires sociales
  - Membre de la mission d'évaluation et de contrôle de la sécurité sociale
  - Membre du Groupe Union pour un mouvement populaire

## Décorations
- Chevalier de la Légion d'honneur[3]